# Conjonction logique
Pour les articles homonymes, voir Conjonction.
Cet article possède des paronymes, voir Λ, ʌ, ߍ et ^.
 (août 2012).
Si vous disposez d'ouvrages ou d'articles de référence ou si vous connaissez des sites web de qualité traitant du thème abordé ici, merci de compléter l'article en donnant les références utiles à sa vérifiabilité et en les liant à la section « Notes et références ».
En logique, la conjonction est une opération mise en œuvre par le connecteur binaire et. Le connecteur et est donc un opérateur binaire qui lie deux propositions pour en faire une autre. Si on admet chacune des deux propositions, alors on admettra la proposition qui en est la conjonction. En logique mathématique, le connecteur de conjonction est noté soit &, soit ∧.

## Règles de la conjonction
En théorie de la démonstration, plus particulièrement en calcul des séquents, la conjonction est régie par des règles d'introduction et des règles d'élimination.

## Table de vérité
En logique classique, l'interprétation du connecteur  ∧ peut être faite par une table de vérité :
| P    | Q    | P ∧ Q |
| ---- | ---- | ----- |
| faux | faux | faux  |
| faux | vrai | faux  |
| vrai | faux | faux  |
| vrai | vrai | vrai  |

## Propriétés de la conjonction
Soient P, Q et R trois propositions.

### Généralement
En logique, on a les propriétés suivantes :
Idempotence du « et »
(P ∧ P) ⇔ P
Commutativité du « et »
(P ∧ Q) ⇔ (Q ∧ P)
Associativité du « et »
((P ∧ Q) ∧ R) ⇔ (P ∧ (Q ∧ R))
Distributivité de « ou » par rapport à « et »
(P ∨ (Q ∧ R)) ⇔ ((P ∨ Q) ∧ (P ∨ R))
Distributivité de « et » par rapport à « ou »
(P ∧ (Q ∨ R)) ⇔ ((P ∧ Q) ∨ (P ∧ R))
La disjonction des négations implique la négation d'une conjonction
¬  (P ∧ Q) ⇔ ((¬  P) ∨ (¬  Q))
La négation d'une disjonction implique la conjonction des négations
¬  (P ∨ Q) ⇔ ((¬  P) ∧ (¬  Q))
Loi de non contradiction,
P ∧ (¬ P) ⇔ F
Modus ponens
(P ∧  (P ⇒Q)) ⇒ Q

### En logique classique
De plus, en  logique classique:
La négation d'une conjonction implique la disjonction des négations
¬  (P ∧ Q) ⇒ ((¬  P) ∨ (¬  Q))
La conjonction de négations implique la négation d'une disjonction
((¬  P) ∧ (¬  Q)) ⇒ ¬  (P ∨ Q)
Distributivité de « ou » par rapport à « et »
((P ∨ Q) ∧ (P ∨ R))  ⇒ (P ∨ (Q ∧ R))
Distributivité de « et » par rapport à « ou »
(P ∧ (Q ∨ R)) ⇒ ((P ∧ Q) ∨ (P ∧ R))
On peut voir la quantification universelle comme une généralisation de la conjonction.